# Tiên Cảnh
Tiên Cảnh is een xã in het district Tiên Phước, een van de districten in de Vietnamese provincie Quảng Nam. Tiên Cảnh heeft ruim 9800 inwoners op een oppervlakte van 37,12 km².

## Geografie en topografie
Tiên Cảnh ligt in het centraal van de huyện Tiên Phước. In het noorden grenst Tiên Cảnh aan thị trấn Tiên Kỳ. Verder grenst Tiên Cảnh aan Tiên Châu, Tiên Ngọc, Tiên Hiệp, Tiên An en Tiên Lộc.
De Tién stroomt door Tiên Cảnh.

## Verkeer en vervoer
Een belangrijke verkeersader is de tỉnh lộ 616. De 616 verbindt xã Trà Mai in huyện Nam Trà My met de thành phố Tam Kỳ. In Tam Kỳ sluit deze weg aan op de quốc lộ 1A.